# Antonietta Di Martino
Antonietta Di Martino (født 1. juni 1978 i Cava de' Tirreni, Italien) atletikudøver, der har specialiseret sig i højdespring. Hendes personlige rekord på 2,04 m er det næstbedste resultat overhovedet i disciplinens historie, kun overgået af bulgaske Stefka Kostadinovas 2,09 m.

## Biografi
Antonietta Di Martino i sin karriere har han vundet tre medaljer ved VM i atletik.